# Zavrelimyia thryptica
Zavrelimyia thryptica är en tvåvingeart som först beskrevs av James E. Sublette 1964.  Zavrelimyia thryptica ingår i släktet Zavrelimyia och familjen fjädermyggor. Arten har ej påträffats i Sverige. Inga underarter finns listade i Catalogue of Life.